# Gościniec Kocierski

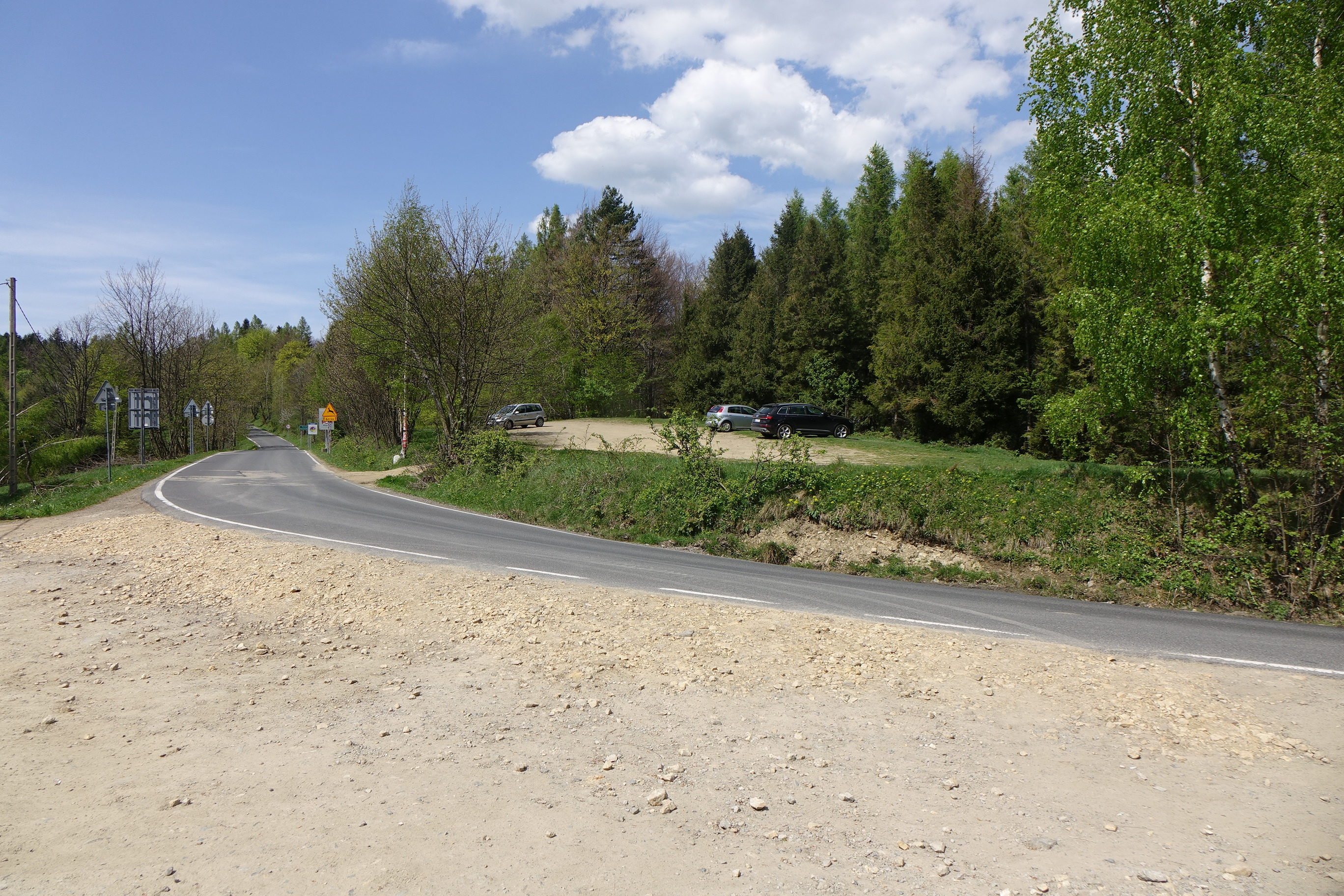
Obecna droga biegnąca dawnym Gościńcem Kocierskim (Zakręt Beskid na Przełęczy Kocierskiej)

Gościniec Kocierski – najstarsza w Polsce droga o bitej nawierzchni wybudowana w latach 80. XVIII wieku. Biegła z Andrychowa przez Przełęcz Kocierską (Beskid Mały) w kierunku Żywca. Obecnie gościniec jest fragmentem drogi wojewódzkiej nr 781.

## Historia
Pierwotnie znajdował się tutaj szlak, na którym odbywał się ruch handlowy solą do Węgier i winem z Węgier. Droga była budowana w latach 1784–1788 rękami więźniów ze Szpilbergu i Wiśnicza. W czasach austriackich miała istotne znaczenie handlowe, ze względu na dobre połączenie Krakowa z Węgrami. Gościniec od ponad 200 lat biegnie tą samą trasą, uzyskawszy w roku 1974 asfaltową nawierzchnię gruntownie odnowioną w 2009.